# Big Sean/Diskografie
Diese Diskografie ist eine Übersicht über die musikalischen Werke des US-amerikanischen Hip-Hop-Musikers Big Sean. Den Schallplattenauszeichnungen zufolge hat er bisher mehr als 108,6 Millionen Tonträger verkauft, davon alleine in seiner Heimat über 96,5 Millionen. Seine erfolgreichste Veröffentlichung ist die Single I Don’t Fuck with You mit über 10,3 Millionen verkauften Einheiten.

## Alben

### Studioalben
| Jahr | Titel Musiklabel                                 | Höchstplatzierung, Gesamtwochen, AuszeichnungChartplatzierungen (Jahr, Titel, Musiklabel, Platzierungen, Wochen, Auszeichnungen, Anmerkungen) | Höchstplatzierung, Gesamtwochen, AuszeichnungChartplatzierungen (Jahr, Titel, Musiklabel, Platzierungen, Wochen, Auszeichnungen, Anmerkungen) | Höchstplatzierung, Gesamtwochen, AuszeichnungChartplatzierungen (Jahr, Titel, Musiklabel, Platzierungen, Wochen, Auszeichnungen, Anmerkungen) | Höchstplatzierung, Gesamtwochen, AuszeichnungChartplatzierungen (Jahr, Titel, Musiklabel, Platzierungen, Wochen, Auszeichnungen, Anmerkungen) | Höchstplatzierung, Gesamtwochen, AuszeichnungChartplatzierungen (Jahr, Titel, Musiklabel, Platzierungen, Wochen, Auszeichnungen, Anmerkungen) | Anmerkungen                             |
| Jahr | Titel Musiklabel                                 | DE | AT | CH | UK | US | Anmerkungen                             |
| ---- | ------------------------------------------------ | --- | --- | --- | --- | --- | --------------------------------------- |
| 2011 | Finally Famous Island Def Jam Music Group (UMG)  | — | — | — | — | US3 Platin · (28 Wo.)US | Erstveröffentlichung: 28. Juni 2011     |
| 2013 | Hall of Fame Island Def Jam Music Group (UMG)    | — | — | — | UK56 (1 Wo.)UK | US3 Gold · (7 Wo.)US | Erstveröffentlichung: 27. August 2013   |
| 2015 | Dark Sky Paradise Def Jam Recordings (UMG)       | DE76 (1 Wo.)DE | AT70 (1 Wo.)AT | CH41 (2 Wo.)CH | UK23 Silber · (3 Wo.)UK | US1 ×2Doppelplatin · (106 Wo.)US | Erstveröffentlichung: 24. Februar 2015  |
| 2017 | I Decided Def Jam Recordings (UMG)               | DE62 (1 Wo.)DE | — | CH39 (1 Wo.)CH | UK12 (4 Wo.)UK | US1 Gold · (60 Wo.)US | Erstveröffentlichung: 3. Februar 2017   |
| 2020 | Detroit 2 Def Jam Recordings (UMG)               | — | AT71 (1 Wo.)AT | CH31 (1 Wo.)CH | UK24 (1 Wo.)UK | US1 Gold · (12 Wo.)US | Erstveröffentlichung: 4. September 2020 |
| 2024 | Better Me Than You FF to Def Entertainment (UMG) | — | — | — | — | US25 (1 Wo.)US | Erstveröffentlichung: 30. August 2024   |

### Kollaboalben
| Jahr | Titel Musiklabel                              | Höchstplatzierung, Gesamtwochen, AuszeichnungChartplatzierungen (Jahr, Titel, Musiklabel, Platzierungen, Wochen, Auszeichnungen, Anmerkungen) | Höchstplatzierung, Gesamtwochen, AuszeichnungChartplatzierungen (Jahr, Titel, Musiklabel, Platzierungen, Wochen, Auszeichnungen, Anmerkungen) | Höchstplatzierung, Gesamtwochen, AuszeichnungChartplatzierungen (Jahr, Titel, Musiklabel, Platzierungen, Wochen, Auszeichnungen, Anmerkungen) | Höchstplatzierung, Gesamtwochen, AuszeichnungChartplatzierungen (Jahr, Titel, Musiklabel, Platzierungen, Wochen, Auszeichnungen, Anmerkungen) | Höchstplatzierung, Gesamtwochen, AuszeichnungChartplatzierungen (Jahr, Titel, Musiklabel, Platzierungen, Wochen, Auszeichnungen, Anmerkungen) | Anmerkungen                                             |
| Jahr | Titel Musiklabel                              | DE | AT | CH | UK | US | Anmerkungen                                             |
| ---- | --------------------------------------------- | --- | --- | --- | --- | --- | ------------------------------------------------------- |
| 2012 | Cruel Summer Island Def Jam Music Group (UMG) | DE74 (1 Wo.)DE | — | CH10 (1 Wo.)CH | UK2 (9 Wo.)UK | US2 Platin · (19 Wo.)US | Erstveröffentlichung: 14. September 2012                |
| 2017 | Double or Nothing Def Jam Recordings (UMG)    | — | — | — | UK96 (1 Wo.)UK | US6 (15 Wo.)US | Erstveröffentlichung: 8. Dezember 2017 mit Metro Boomin |

### Mixtapes
| Jahr | Titel                               | Anmerkungen                             |
| ---- | ----------------------------------- | --------------------------------------- |
| 2007 | Finally Famous: The Mixtape         | Erstveröffentlichung: 24. November 2007 |
| 2009 | Finally Famous Vol. 2: UKNOWBIGSEAN | Erstveröffentlichung: 21. April 2009    |
| 2010 | Finally Famous Vol. 3: Big          | Erstveröffentlichung: 20. Oktober 2010  |
| 2012 | Detroit                             | Erstveröffentlichung: 5. September 2012 |

### EPs
| Jahr | Titel           | Höchstplatzierung, Gesamtwochen, AuszeichnungChartplatzierungen (Jahr, Titel, Platzierungen, Wochen, Auszeichnungen, Anmerkungen) | Höchstplatzierung, Gesamtwochen, AuszeichnungChartplatzierungen (Jahr, Titel, Platzierungen, Wochen, Auszeichnungen, Anmerkungen) | Höchstplatzierung, Gesamtwochen, AuszeichnungChartplatzierungen (Jahr, Titel, Platzierungen, Wochen, Auszeichnungen, Anmerkungen) | Höchstplatzierung, Gesamtwochen, AuszeichnungChartplatzierungen (Jahr, Titel, Platzierungen, Wochen, Auszeichnungen, Anmerkungen) | Höchstplatzierung, Gesamtwochen, AuszeichnungChartplatzierungen (Jahr, Titel, Platzierungen, Wochen, Auszeichnungen, Anmerkungen) | Anmerkungen                                                      |
| Jahr | Titel           | DE | AT | CH | UK | US | Anmerkungen                                                      |
| ---- | --------------- | --- | --- | --- | --- | --- | ---------------------------------------------------------------- |
| 2016 | Twenty88        | — | — | — | UK69 (1 Wo.)UK | US5 (9 Wo.)US | Erstveröffentlichung: 1. April 2016 als TWENTY88; mit Jhené Aiko |
| 2021 | What You Expect | — | — | — | — | US76 (1 Wo.)US | Erstveröffentlichung: 29. Oktober 2021 mit Hit-Boy               |

## Singles

### Als Leadmusiker
| Jahr | Titel Album                                    | Höchstplatzierung, Gesamtwochen, AuszeichnungChartplatzierungen (Jahr, Titel, Album, Platzierungen, Wochen, Auszeichnungen, Anmerkungen) | Höchstplatzierung, Gesamtwochen, AuszeichnungChartplatzierungen (Jahr, Titel, Album, Platzierungen, Wochen, Auszeichnungen, Anmerkungen) | Höchstplatzierung, Gesamtwochen, AuszeichnungChartplatzierungen (Jahr, Titel, Album, Platzierungen, Wochen, Auszeichnungen, Anmerkungen) | Höchstplatzierung, Gesamtwochen, AuszeichnungChartplatzierungen (Jahr, Titel, Album, Platzierungen, Wochen, Auszeichnungen, Anmerkungen) | Höchstplatzierung, Gesamtwochen, AuszeichnungChartplatzierungen (Jahr, Titel, Album, Platzierungen, Wochen, Auszeichnungen, Anmerkungen) | Anmerkungen |
| Jahr | Titel Album                                    | DE | AT | CH | UK | US | Anmerkungen |
| --- | ---------------------------------------------- | --- | --- | --- | --- | --- | --- |
| 2011 | What U Doin? Finally Famous Vol. 3: Big        | — | — | — | — | — | Erstveröffentlichung: 21. August 2010                                                                                 |
| 2011 | My Last Finally Famous                         | — | — | — | — | US30 Platin · (21 Wo.)US | Erstveröffentlichung: 1. März 2011 feat. Chris Brown                                                                  |
| 2011 | Marvin & Chardonnay Finally Famous             | — | — | — | — | US32 Platin · (20 Wo.)US | Erstveröffentlichung: 12. Juli 2011 feat. Kanye West & Roscoe Dash                                                    |
| 2011 | Dance (A$$) Finally Famous                     | — | — | — | — | US10 ×5Fünffachplatin · (24 Wo.)US | Erstveröffentlichung: 20. September 2011 Remix feat. Nicki Minaj                                                      |
| 2012 | Mercy Cruel Summer                             | — | — | — | UK55 Gold · (2 Wo.)UK | US13 ×7Siebenfachplatin · (32 Wo.)US | Erstveröffentlichung: 3. April 2012 mit Kanye West, Pusha T & 2 Chainz                                                |
| 2012 | Clique Cruel Summer                            | — | — | — | UK22 Gold · (14 Wo.)UK | US12 ×4Vierfachplatin · (22 Wo.)US | Erstveröffentlichung: 6. September 2012 mit Jay-Z und Kanye West                                                      |
| 2012 | Guap Hall of Fame                              | — | — | — | — | US71 Platin · (12 Wo.)US | Erstveröffentlichung: 26. Oktober 2012                                                                                |
| 2013 | Switch Up Hall of Fame                         | — | — | — | — | — | Erstveröffentlichung: 6. April 2013                                                                                   |
| 2013 | Beware Hall of Fame                            | — | — | — | UK— SilberUK | US38 ×4Vierfachplatin · (20 Wo.)US | Erstveröffentlichung: 25. Juni 2013 feat. Jhené Aiko & Lil Wayne                                                      |
| 2013 | Fire Hall of Fame                              | — | — | — | — | — | Erstveröffentlichung: 20. August 2013                                                                                 |
| 2014 | 10 2 10" (Remix) –                             | — | — | — | — | — | Erstveröffentlichung: 2014 feat. Rick Ross & Travis Scott                                                             |
| 2014 | I Don’t Fuck with You Dark Sky Paradise        | DE95 Gold · (1 Wo.)DE | — | — | UK67 Platin · (13 Wo.)UK | US11 ×9Neunfachplatin · (29 Wo.)US | Erstveröffentlichung: 19. September 2014 feat. E-40 entschärfter Titelname: IDFWU                                     |
| 2014 | Paradise Dark Sky Paradise                     | — | — | — | — | US99 Platin · (1 Wo.)US | Erstveröffentlichung: 7. Oktober 2014                                                                                 |
| 2015 | Blessings Dark Sky Paradise                    | — | — | — | UK— SilberUK | US28 ×4Vierfachplatin · (20 Wo.)US | Erstveröffentlichung: 31. Januar 2015 feat. Drake & Kanye West                                                        |
| 2015 | One Man Can Change the World Dark Sky Paradise | — | — | — | — | US82 Platin · (10 Wo.)US | Erstveröffentlichung: 19. Juni 2015 feat. Kanye West & John Legend                                                    |
| 2015 | Play No Games Dark Sky Paradise                | — | — | — | — | US84 Platin · (14 Wo.)US | Erstveröffentlichung: 22. September 2015 feat. Chris Brown & Ty Dolla $ign                                            |
| 2016 | Champions –                                    | — | — | — | UK— SilberUK | US71 Platin · (3 Wo.)US | Erstveröffentlichung: 13. Juni 2016 mit Kanye West, Gucci Mane, 2 Chainz, Travis Scott, Yo Gotti, Quavo und Desiigner |
| 2016 | Bounce Back I Decided                          | — | — | CH78 (2 Wo.)CH | UK67 Gold · (3 Wo.)UK | US6 ×6Sechsfachplatin · (28 Wo.)US | Erstveröffentlichung: 31. Oktober 2016                                                                                |
| 2016 | No More Interviews –                           | — | — | — | — | — | Erstveröffentlichung: 17. Dezember 2016                                                                               |
| 2016 | Living Single –                                | — | — | — | — | US— PlatinUS | Erstveröffentlichung: 17. Dezember 2016 feat. Chance the Rapper                                                       |
| 2017 | Moves I Decided                                | — | — | — | — | US38 ×2Doppelplatin · (19 Wo.)US | Erstveröffentlichung: 10. Januar 2017                                                                                 |
| 2017 | Jump Out the Window I Decided                  | — | — | — | — | US76 Platin · (1 Wo.)US | Erstveröffentlichung: 2. Mai 2017                                                                                     |
| 2017 | Miracles (Someone Special) Kaleidoscope        | — | — | CH45 (3 Wo.)CH | UK54 (7 Wo.)UK | — | Erstveröffentlichung: 14. Juli 2017 mit Coldplay                                                                      |
| 2017 | Pull Up N Wreck Double or Nothing              | — | — | — | — | US80 (2 Wo.)US | Erstveröffentlichung: 3. November 2017 mit Metro Boomin feat. 21 Savage                                               |
| 2019 | Overtime Detroit 2 (Deluxe)                    | — | — | — | — | — | Erstveröffentlichung: 24. Juli 2019                                                                                   |
| 2019 | Single Again Detroit 2 (Deluxe)                | — | — | — | — | US64 Gold · (3 Wo.)US | Erstveröffentlichung: 26. Juli 2019                                                                                   |
| 2019 | Bezerk Detroit 2 (Deluxe)                      | — | — | — | — | US89 Gold · (1 Wo.)US | Erstveröffentlichung: 26. August 2019 feat. ASAP Ferg & Hit-Boy                                                       |
| 2020 | Deep Reverence Detroit 2                       | — | — | — | — | US82 Gold · (1 Wo.)US | Erstveröffentlichung: 25. August 2020 feat. Nipsey Hussle                                                             |
| 2020 | Wolves Detroit 2                               | — | — | — | — | US65 Platin · (2 Wo.)US | Erstveröffentlichung: 19. September 2020 feat. Post Malone                                                            |
| Folgende Lieder erschienen nicht als Single, wurden aber durch das Album zum Download und Streaming bereitgestellt und konnten somit eine Platzierung erlangen: |                                                | | | | | | |
| |                                                | | | | | | |
| 2011 | High Finally Famous                            | — | — | — | — | US98 Gold · (1 Wo.)US | Charteinstieg: 16. Juli 2011 feat. Wiz Khalifa & Chiddy Bang                                                          |
| 2015 | All Your Fault Dark Sky Paradise               | — | — | — | — | US80 Gold · (1 Wo.)US | Charteinstieg: 14. März 2015 feat. Kanye West                                                                         |
| 2017 | Halfway Off the Balcony I Decided              | — | — | — | — | US74 Gold · (1 Wo.)US | Charteinstieg: 25. Februar 2017                                                                                       |
| 2017 | No Favors I Decided                            | — | — | CH55 (1 Wo.)CH | UK56 (1 Wo.)UK | US22 Platin · (3 Wo.)US | Charteinstieg: 25. Februar 2017 feat. Eminem                                                                          |
| 2017 | Sacrifices I Decided                           | — | — | — | — | US70 Gold · (1 Wo.)US | Charteinstieg: 25. Februar 2017 feat. Migos                                                                           |
| 2017 | Owe Me I Decided                               | — | — | — | — | US86 (1 Wo.)US | Charteinstieg: 25. Februar 2017                                                                                       |
| 2017 | Light I Decided                                | — | — | — | — | US97 (1 Wo.)US | Charteinstieg: 25. Februar 2017 feat. Jeremih                                                                         |
| 2017 | Go Legend Double or Nothing                    | — | — | — | — | US67 (1 Wo.)US | Charteinstieg: 30. Dezember 2017 mit Metro Boomin feat. Travis Scott                                                  |
| 2020 | Lithuania Detroit 2                            | — | — | — | — | US69 (1 Wo.)US | Charteinstieg: 19. September 2020 feat. Travis Scott                                                                  |
| 2020 | Body Language Detroit 2                        | — | — | — | — | US95 Gold · (1 Wo.)US | Charteinstieg: 19. September 2020 feat. Ty Dolla $ign & Jhené Aiko                                                    |
| 2020 | Why Would I Stop? Detroit 2                    | — | — | — | — | US97 (1 Wo.)US | Charteinstieg: 19. September 2020                                                                                     |

### Als Gastmusiker
| Jahr | Titel Album                                   | Höchstplatzierung, Gesamtwochen, AuszeichnungChartplatzierungen (Jahr, Titel, Album, Platzierungen, Wochen, Auszeichnungen, Anmerkungen) | Höchstplatzierung, Gesamtwochen, AuszeichnungChartplatzierungen (Jahr, Titel, Album, Platzierungen, Wochen, Auszeichnungen, Anmerkungen) | Höchstplatzierung, Gesamtwochen, AuszeichnungChartplatzierungen (Jahr, Titel, Album, Platzierungen, Wochen, Auszeichnungen, Anmerkungen) | Höchstplatzierung, Gesamtwochen, AuszeichnungChartplatzierungen (Jahr, Titel, Album, Platzierungen, Wochen, Auszeichnungen, Anmerkungen) | Höchstplatzierung, Gesamtwochen, AuszeichnungChartplatzierungen (Jahr, Titel, Album, Platzierungen, Wochen, Auszeichnungen, Anmerkungen) | Anmerkungen                                                                                                   |
| Jahr | Titel Album                                   | DE | AT | CH | UK | US | Anmerkungen                                                                                                   |
| --- | --------------------------------------------- | --- | --- | --- | --- | --- | --- |
| 2011 | Lay It on Me Here I Am                        | — | — | — | UK69 (3 Wo.)UK | — | Erstveröffentlichung: 16. August 2011 Kelly Rowland feat. Big Sean                                            |
| 2012 | Till I Die Fortune                            | — | — | — | — | US— GoldUS | Erstveröffentlichung: 13. April 2012 Chris Brown feat. Big Sean & Wiz Khalifa                                 |
| 2012 | Naked Fortune                                 | — | — | — | — | — | Erstveröffentlichung: 4. Mai 2012 Kevin McCall feat. Big Sean                                                 |
| 2012 | My Homies Still I Am Not a Human Being 2      | — | — | — | — | US38 Platin · (13 Wo.)US | Erstveröffentlichung: 5. Juni 2012 Lil Wayne feat. Big Sean                                                   |
| 2012 | As Long as You Love Me Believe                | DE38 Gold · (9 Wo.)DE | AT63 (7 Wo.)AT | CH55 (9 Wo.)CH | UK22 Gold · (14 Wo.)UK | US6 ×5Fünffachplatin · (30 Wo.)US | Erstveröffentlichung: 11. Juni 2012 Justin Bieber feat. Big Sean                                              |
| 2012 | Burn Dreams and Nightmares                    | — | — | — | — | US— GoldUS | Erstveröffentlichung: 11. September 2012 Meek Mill feat. Big Sean                                             |
| 2012 | Don’t Like.1 Cruel Summer                     | — | — | — | — | US— PlatinUS | Erstveröffentlichung: 14. September 2012 Kanye West feat. Chief Keef, Pusha T, Big Sean, Jadakiss             |
| 2013 | Show Out Stay Trippy                          | — | — | — | — | US75 (8 Wo.)US | Erstveröffentlichung: 28. Januar 2013 Juicy J feat. Big Sean & Young Jeezy                                    |
| 2013 | Wild Alive                                    | DE12 (11 Wo.)DE | AT34 (8 Wo.)AT | CH46 (6 Wo.)CH | UK5 Gold · (18 Wo.)UK | — | Erstveröffentlichung: 26. Mai 2013 Jessie J feat Big Sean & Dizzee Rascal                                     |
| 2013 | Right There Yours Truly                       | — | — | — | — | US84 Platin · (8 Wo.)US | Erstveröffentlichung: 6. August 2013 Ariana Grande feat. Big Sean                                             |
| 2013 | Sorry –                                       | — | — | — | UK73 (1 Wo.)UK | — | Erstveröffentlichung: September 2013 Naya Rivera feat. Big Sean                                               |
| 2013 | Top of the World –                            | — | — | — | — | — | Erstveröffentlichung: 17. Dezember 2013 Mike Posner feat. Big Sean                                            |
| 2014 | Sanctified Mastermind                         | — | — | — | — | US78 (1 Wo.)US | Erstveröffentlichung: 28. Februar 2014 Rick Ross feat. Kanye West & Big Sean                                  |
| 2014 | Don’t Play Days Before Rodeo                  | — | — | — | — | US— GoldUS | Erstveröffentlichung: 6. Mai 2014 Travis Scott feat. The 1975 & Big Sean                                      |
| 2014 | Best Mistake My Everything                    | — | — | — | UK— SilberUK | US49 Platin · (2 Wo.)US | Erstveröffentlichung: 12. August 2014 Ariana Grande feat. Big Sean                                            |
| 2014 | Open Wide Motion                              | DE22 (4 Wo.)DE | AT58 (2 Wo.)AT | CH41 (1 Wo.)CH | UK23 (3 Wo.)UK | US— GoldUS | Erstveröffentlichung: 27. Oktober 2014 Calvin Harris feat. Big Sean                                           |
| 2015 | How Many Times I Changed a Lot                | — | — | — | — | US68 Gold · (15 Wo.)US | Erstveröffentlichung: 12. Mai 2015 DJ Khaled feat. Chris Brown, Lil Wayne & Big Sean                          |
| 2015 | Back Up #AndSeeThatsTheThing                  | — | — | — | — | US47 (18 Wo.)US | Erstveröffentlichung: 15. Juli 2015 Dej Loaf feat. Big Sean                                                   |
| 2016 | Holy Key Major Key                            | — | — | — | — | US84 (1 Wo.)US | Erstveröffentlichung: 22. Juli 2016 DJ Khaled feat. Big Sean, Kendrick Lamar & Betty Wright                   |
| 2017 | Feels Funk Wav Bounces Vol. 1                 | DE9 Platin · (21 Wo.)DE | AT5 Platin · (21 Wo.)AT | CH6 Platin · (25 Wo.)CH | UK1 ×3Dreifachplatin · (26 Wo.)UK | US20 ×3Dreifachplatin · (18 Wo.)US | Erstveröffentlichung: 16. Juni 2017 Calvin Harris feat. Pharrell Williams, Katy Perry & Big Sean              |
| 2018 | Alone Hopeless Fountain Kingdom               | — | — | — | — | US66 ×2Doppelplatin · (14 Wo.)US | Erstveröffentlichung: 15. März 2018 Halsey feat. Big Sean & Stefflon Don                                      |
| 2018 | Aries (YuGo) Part 2 –                         | — | — | — | — | — | Erstveröffentlichung: 29. März 2018 Mike Will Made It feat. Big Sean, Pharrell Williams, Quavo & Rae Sremmurd |
| 2018 | Big Bank Stay Dangerous                       | — | — | — | — | US16 ×5Fünffachplatin · (24 Wo.)US | Erstveröffentlichung: 25. Mai 2018 YG feat. 2 Chainz, Big Sean & Nicki Minaj                                  |
| 2019 | None of Your Concern Chilombo                 | — | — | — | UK97 (1 Wo.)UK | US55 ×2Doppelplatin · (3 Wo.)US | Erstveröffentlichung: 15. November 2019 Jhené Aiko feat. Big Sean                                             |
| 2020 | I Do It Funeral                               | — | — | — | — | US33 Gold · (2 Wo.)US | Erstveröffentlichung: 4. Februar 2020 Lil Wayne feat. Big Sean & Lil Baby                                     |
| 2020 | Way Out Thats What They All Say               | — | — | — | — | US74 Platin · (4 Wo.)US | Erstveröffentlichung: 9. Dezember 2020 Jack Harlow feat. Big Sean                                             |
| 2022 | Hate Our Love –                               | — | — | — | — | US88 Gold · (5 Wo.)US | Erstveröffentlichung: 4. Februar 2022 Queen Naija feat. Big Sean                                              |
| 2022 | Easy Lover Higher Than Heaven                 | — | — | — | — | — | Erstveröffentlichung: 15. Juli 2022 Ellie Goulding feat. Big Sean                                             |
| 2024 | Tobey The Death of Slim Shady (Coup de Grâce) | DE65 (2 Wo.)DE | AT58 (2 Wo.)AT | CH31 (1 Wo.)CH | UK29 (3 Wo.)UK | US24 (5 Wo.)US | Erstveröffentlichung: 2. Juli 2024 Eminem feat. Big Sean & BabyTron                                           |
| Folgende Lieder erschienen nicht als Single, wurden aber durch das Album zum Download und Streaming bereitgestellt und konnten somit eine Platzierung erlangen: |                                               | | | | | | |
| |                                               | | | | | | |
| 2013 | All Me Nothing Was the Same                   | — | — | — | UK— SilberUK | US20 ×2Doppelplatin · (20 Wo.)US | Charteinstieg: 12. Oktober 2013 Drake feat. Big Sean & 2 Chainz                                               |
| 2015 | No Pressure Purpose                           | — | — | — | UK38 Silber · (8 Wo.)UK | US49 Platin · (4 Wo.)US | Charteinstieg: 26. November 2015 Justin Bieber feat. Big Sean                                                 |
| 2018 | White Sand Culture II                         | — | — | — | — | US64 Gold · (1 Wo.)US | Charteinstieg: 10. Februar 2018 Migos feat. Travis Scott, Ty Dolla Sign & Big Sean                            |
| 2019 | Jealous Father of Asahd                       | — | — | CH80 (1 Wo.)CH | UK37 (3 Wo.)UK | US57 Gold · (1 Wo.)US | Charteinstieg: 26. Mai 2019 DJ Khaled feat. Chris Brown, Lil Wayne & Big Sean                                 |
| 2025 | Sharks Tha Carter VI                          | — | — | — | — | US54 (1 Wo.)US | Charteinstieg: 28. Juni 2028 Lil Wayne feat. Jelly Roll & Big Sean                                            |

## Musikvideos

### Als Leadmusiker
| Jahr | Titel Album                                     | Regie                  |
| ---- | ----------------------------------------------- | ---------------------- |
| 2009 | Getcha Some Finally Famous Vol. 2: UKNOWBIGSEAN | Hype Williams          |
| 2010 | Million Dollars Finally Famous: The Mixtape     | Danny Mooney           |
| 2010 | What U Doin? Finally Famous Vol. 3: Big         | Ryan Lightbourn        |
| 2011 | My Last Finally Famous                          | TAJ Stansberry         |
| 2011 | I Do It Finally Famous                          | Mike Carson            |
| 2011 | Marvin & Chardonnay Finally Famous              | Hype Williams          |
| 2011 | Dance (A$$) Finally Famous                      | Mike Carson, Mike Waxx |
| 2012 | Mercy Cruel Summer                              | NABIL                  |
| 2012 | RWT Detroit                                     | Mike Carson, Mike Waxx |
| 2012 | Mula Detroit                                    | Mike Carson, Mike Waxx |
| 2012 | Guap Hall of Fame                               | Mike Carson, Mike Waxx |
| 2013 | Beware Hall of Fame                             | Matthew Williams       |
| 2013 | 10 2 10 Hall of Fame                            | Mike Carson, Mike Waxx |

### Als Gastmusiker
| Jahr | Titel Album                               | Regie                             |
| ---- | ----------------------------------------- | --------------------------------- |
| 2011 | My Closet SayItAint                       | Ken Koller                        |
| 2011 | What Yo Name Iz? (Remix) kein Album       | Mr. Boomtown                      |
| 2011 | Oh My (Remix) Third Power                 | Decatur Dan                       |
| 2011 | Lay It on Me Here I Am                    | Sarah Chatfield, Frank Gatson Jr. |
| 2011 | Already There kein Album                  | Joseph Garner                     |
| 2012 | Slight Work Ambition                      | Chris Brown, Godfrey Tabarez      |
| 2012 | Naked A.D.H.D.                            | Chris Brown                       |
| 2012 | Till I Die Fortune                        | Chris Brown                       |
| 2012 | My Homies Still I Am Not a Human Being II | Parris                            |
| 2012 | Good Girls (Don’t Grow on Trees) TBA      | Alex Moors                        |
| 2012 | Burn Dreams and Nightmares                | Dre Films                         |
| 2013 | Show Out Stay Trippy                      | Frank Paladino                    |

- 2012: D’Banj – Oliver Twist (Gastauftritt nur im Musikvideo)

## Promoveröffentlichungen
Promo-Singles
- 2010: Whatever U Want (GOOD Music Remix) (Consequence feat. Kanye, Common, Kid Cudi & Big Sean)
- 2010: What U Doin?
- 2011: I Do It
- 2011: What Goes Around
- 2011: So Much More
- 2011: What Yo Name Iz? (Remix) (Kirko Bangz feat. Wale, Big Sean und Bun B)
- 2011: My Own Planet (Royce da 5′9″ feat. Big Sean)
- 2011: Oh My (Remix) (DJ Drama feat. Trey Songz, 2 Chainz und Big Sean)
- 2012: Titanium (B!tch I Do It) (David Guetta feat. Sia und Big Sean)
- 2012: All I Know (feat. Wiz Khalifa)
- 2012: RWT
- 2012: Mula (feat. French Montana)
- 2013: FFOE

## Statistik

### Chartauswertung
|                     | DE    | AT    | CH    | UK    | US     |
| ------------------- | ----- | ----- | ----- | ----- | ------ |
| Nummer-eins-Alben   | DE—DE | AT—AT | CH—CH | UK—UK | US3US  |
| Top-10-Alben        | DE—DE | AT—AT | CH1CH | UK1UK | US8US  |
| Alben in den Charts | DE3DE | AT2AT | CH4CH | UK7UK | US10US |

|                       | DE    | AT    | CH    | UK     | US     |
| --------------------- | ----- | ----- | ----- | ------ | ------ |
| Nummer-eins-Singles   | DE—DE | AT—AT | CH—CH | UK1UK  | US—US  |
| Top-10-Singles        | DE1DE | AT1AT | CH1CH | UK2UK  | US3US  |
| Singles in den Charts | DE6DE | AT5AT | CH9CH | UK16UK | US51US |

### Auszeichnungen für Musikverkäufe
| Silberne Schallplatte - Vereinigtes Königreich - 2024: für das Lied I Know Goldene Schallplatte - Australien - 2022: für das Lied Jealous - 2023: für die Single Open Wide - 2023: für die Single Best Mistake - 2023: für die Single Right There - 2024: für das Lied No Pressure - 2024: für das Lied All Me - Brasilien - 2023: für die Single Best Mistake - 2024: für die Single Aries (YuGo) Part 2 - 2024: für das Lied I Know - 2024: für die Single Blessings - 2024: für die Single Beware - 2024: für die Single Alone - 2024: für die Single Wild - 2024: für die Single Mercy - 2024: für das Lied No Pressure - Dänemark - 2013: für das Streaming Wild - 2013: für das Streaming Clique - 2014: für das Streaming Mercy - 2018: für die Single I Don’t Fuck with You - 2019: für das Album Dark Sky Paradise - 2020: für die Single Bounce Back - 2022: für die Single Champions - 2022: für das Lied No Pressure - Italien - 2017: für die Single Miracles (Someone Special) - Kanada - 2018: für die Single Big Bank - 2018: für die Single Alone - 2024: für die Single Don’t Play - 2024: für die Single Tobey - Neuseeland - 2013: für die Single Wild - 2016: für das Lied No Pressure - 2018: für das Album I Decided - 2019: für die Single Blessings - Schweden - 2013: für die Single As Long as You Love Me - Vereinigte Staaten - 2021: für das Lied Moments - 2021: für das Lied One of Them - 2022: für das Lied Frat Rules | Platin-Schallplatte - Belgien - 2017: für die Single Feels - Brasilien - 2023: für die Single Right There - 2024: für die Single Wolves - 2024: für die Single I Don’t Fuck with You - Kanada - 2017: für die Single Blessings - 2023: für die Single Open Wide - 2025: für das Lied No Pressure - Neuseeland - 2020: für die Single Mercy - 2021: für die Single Alone - 2022: für das Album Dark Sky Paradise - 2022: für die Single Clique - Portugal - 2019: für die Single Feels - Vereinigte Staaten - 2024: für das Lied So Good 2× Platin-Schallplatte - Australien - 2013: für die Single Wild - 2021: für die Single Bounce Back - Dänemark - 2013: für das Streaming As Long as You Love Me - 2024: für die Single Feels - Italien - 2017: für die Single Feels - Kanada - 2017: für die Single Bounce Back - Neuseeland - 2016: für die Single As Long as You Love Me - 2020: für die Single Big Bank - 2022: für die Single Bounce Back | 3× Platin-Schallplatte - Australien - 2021: für die Single I Don’t Fuck with You - Kanada - 2017: für die Single I Don’t Fuck with You - Neuseeland - 2024: für die Single I Don’t Fuck with You - Schweden - 2018: für die Single Feels - Vereinigte Staaten - 2023: für das Lied I Know 4× Platin-Schallplatte - Neuseeland - 2023: für die Single Feels - Norwegen - 2021: für die Single Feels 9× Goldene Schallplatte - Mexiko - 2021: für die Single Feels 5× Platin-Schallplatte - Australien - 2024: für die Single As Long as You Love Me 6× Platin-Schallplatte - Australien - 2023: für die Single Feels - Kanada - 2023: für die Single Feels Diamantene Schallplatte - Brasilien - 2021: für die Single Feels - 2024: für die Single As Long as You Love Me - Frankreich - 2017: für die Single Feels |

Anmerkung: Auszeichnungen in Ländern aus den Charttabellen bzw. Chartboxen sind in ebendiesen zu finden.
| Land/RegionAuszeichnungen für Musikverkäufe (Land/Region, Auszeichnungen, Verkäufe, Quellen) | Silber     | Gold       | Platin         | Diamant     | Verkäufe   | Quellen              |
| -------------------------------------------------------------------------------------------- | ---------- | ---------- | -------------- | ----------- | ---------- | -------------------- |
| Australien (ARIA)                                                                            | —          | 6× Gold6   | 18× Platin18   | —           | 1.470.000  | aria.com.au          |
| Belgien (BRMA)                                                                               | —          | —          | Platin1        | —           | 30.000     | ultratop.be          |
| Brasilien (PMB)                                                                              | —          | 9× Gold9   | 3× Platin3     | 2× Diamant2 | 790.000    | pro-musicabr.org.br  |
| Dänemark (IFPI)                                                                              | —          | 8× Gold8   | 4× Platin4     | —           | 370.000    | ifpi.dk              |
| Deutschland (BVMI)                                                                           | —          | 2× Gold2   | Platin1        | —           | 750.000    | musikindustrie.de    |
| Frankreich (SNEP)                                                                            | —          | —          | —              | Diamant1    | 233.333    | snepmusique.com      |
| Italien (FIMI)                                                                               | —          | Gold1      | 2× Platin2     | —           | 125.000    | fimi.it              |
| Kanada (MC)                                                                                  | —          | 4× Gold4   | 14× Platin14   | —           | 1.280.000  | musiccanada.com      |
| Mexiko (AMPROFON)                                                                            | —          | Gold1      | 4× Platin4     | —           | 270.000    | amprofon.com.mx      |
| Neuseeland (RMNZ)                                                                            | —          | 4× Gold4   | 16× Platin16   | —           | 472.500    | radioscope.co.nz NZ2 |
| Norwegen (IFPI)                                                                              | —          | —          | 4× Platin4     | —           | 240.000    | ifpi.no              |
| Österreich (IFPI)                                                                            | —          | —          | Platin1        | —           | 30.000     | ifpi.at              |
| Portugal (AFP)                                                                               | —          | —          | Platin1        | —           | 10.000     | Einzelnachweise      |
| Schweden (IFPI)                                                                              | —          | Gold1      | 3× Platin3     | —           | 140.000    | sverigetopplistan.se |
| Schweiz (IFPI)                                                                               | —          | —          | Platin1        | —           | 20.000     | hitparade.ch         |
| Vereinigte Staaten (RIAA)                                                                    | —          | 23× Gold23 | 85× Platin85   | —           | 96.500.000 | riaa.com             |
| Vereinigtes Königreich (BPI)                                                                 | 8× Silber8 | 5× Gold5   | 4× Platin4     | —           | 5.660.000  | bpi.co.uk            |
| Insgesamt                                                                                    | 8× Silber8 | 64× Gold64 | 162× Platin162 | 3× Diamant3 |            |                      |